# Ernst Jordan (Maler)

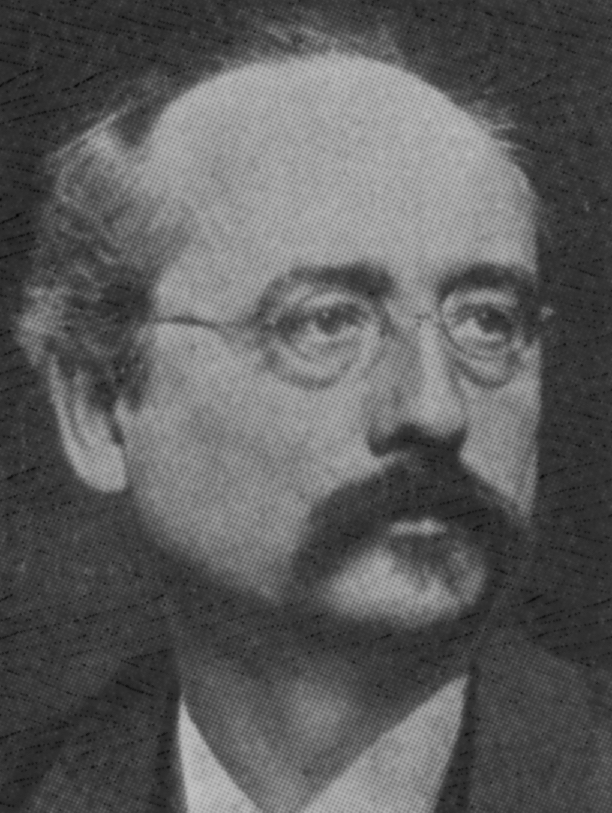
Ernst Jordan

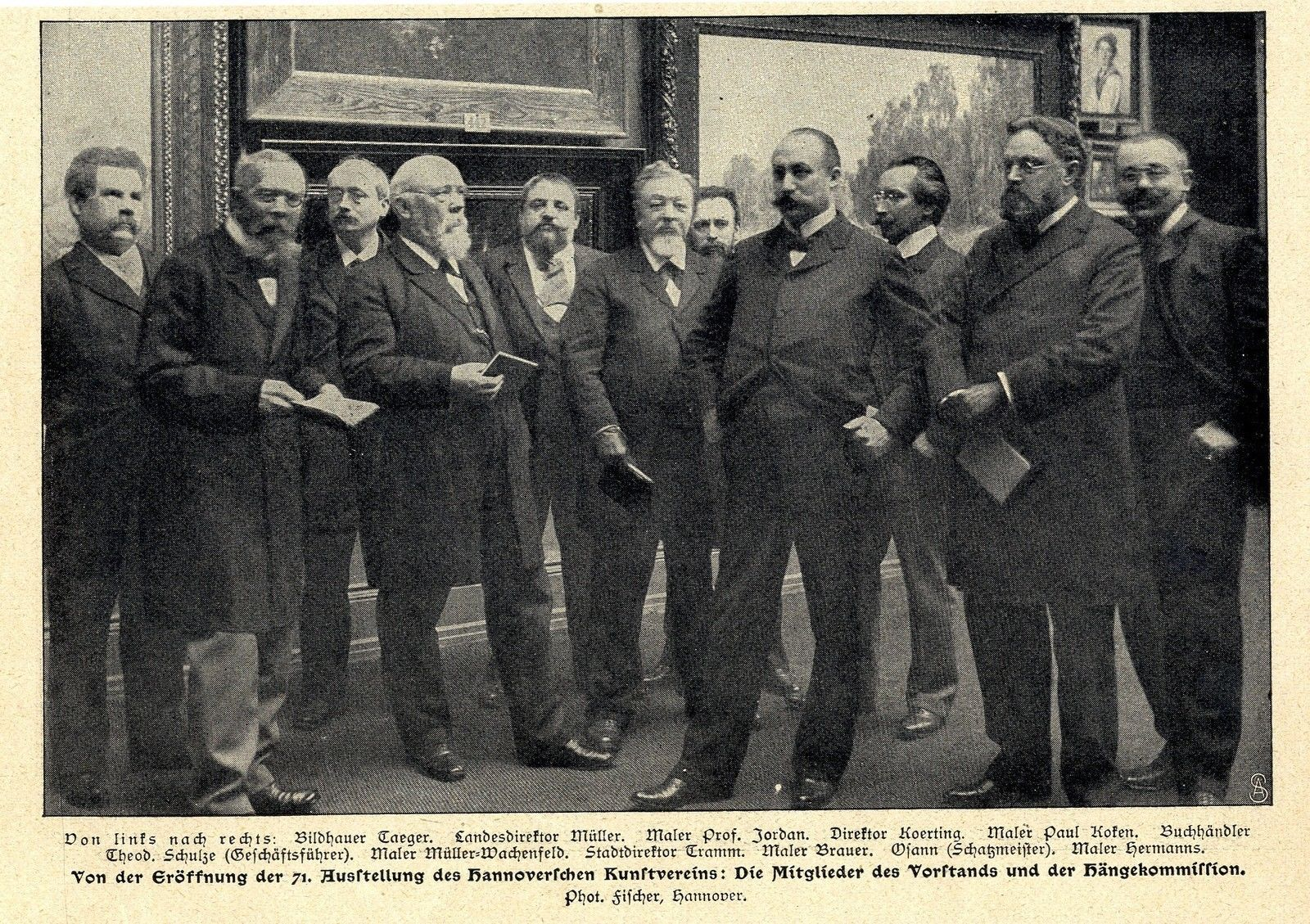
„Maler Prof. Jordan“ (3. von links) als Mitglied im Kunstverein Hannover bei dessen 71. Ausstellungs-Eröffnung;
Fotodruck nach einer Gruppenbild-Aufnahme von Ernst August Fischer, 1903

Ernst Jordan, vollständiger Name Ernst Pasqual Jordan (geboren 22. Januar 1858 in Hannover; gestorben 8. September 1924 in Barsinghausen) war ein deutscher Maler und Hochschullehrer, der als traditionsbewusster Künstler bis zu seinem Tod „eine der einflußreichsten Persönlichkeiten des hannoverschen Kunstlebens“ war.

## Leben

### Familie
Ernst Jordan war der Vater des späteren Physikers Pascual Jordan (1902–1980), des Mitbegründers der Quantenmechanik.

### Werdegang

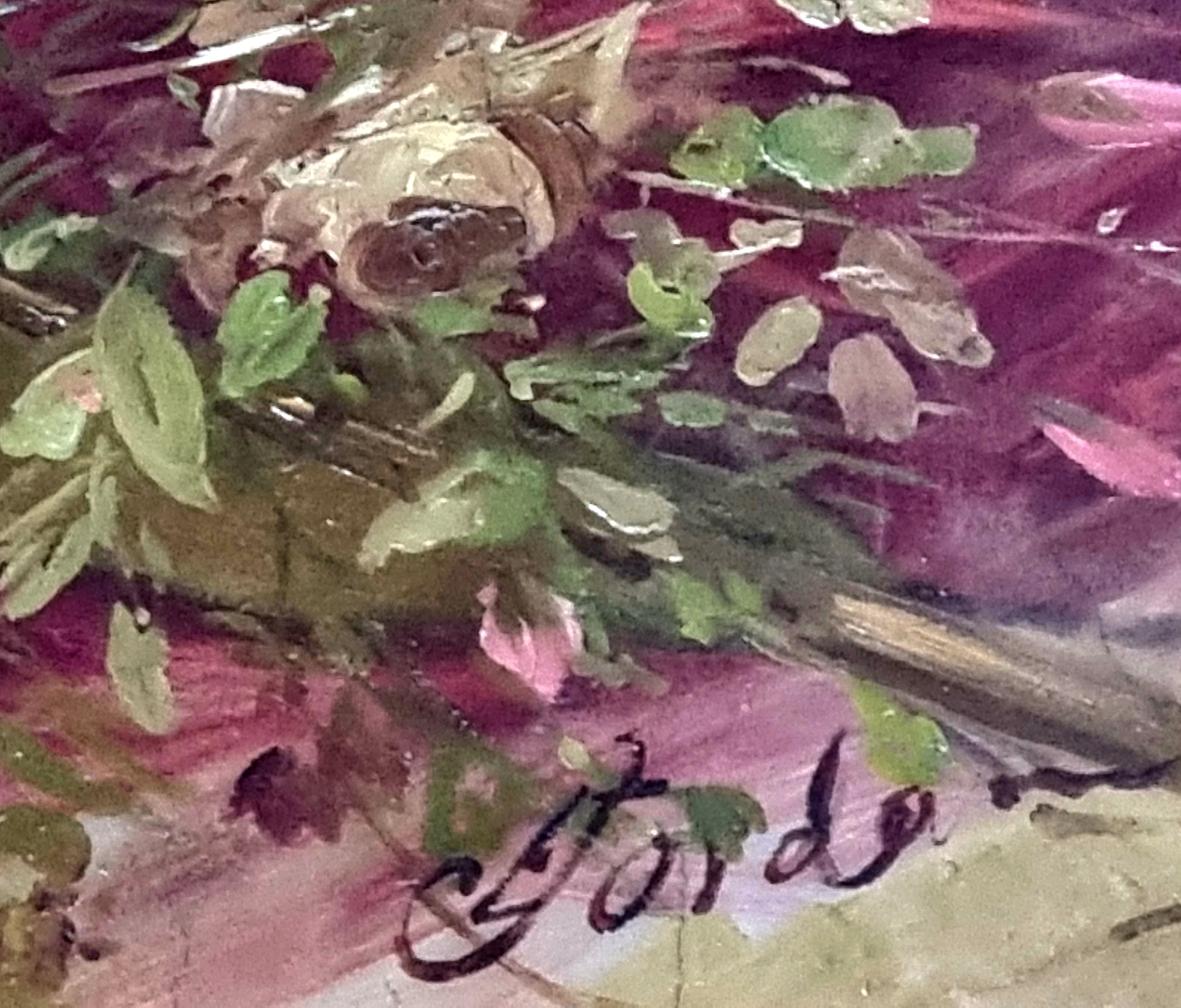
Künstlersignatur Jordan; Öl auf Wand im Salle Nollet in Hannover, November 1890

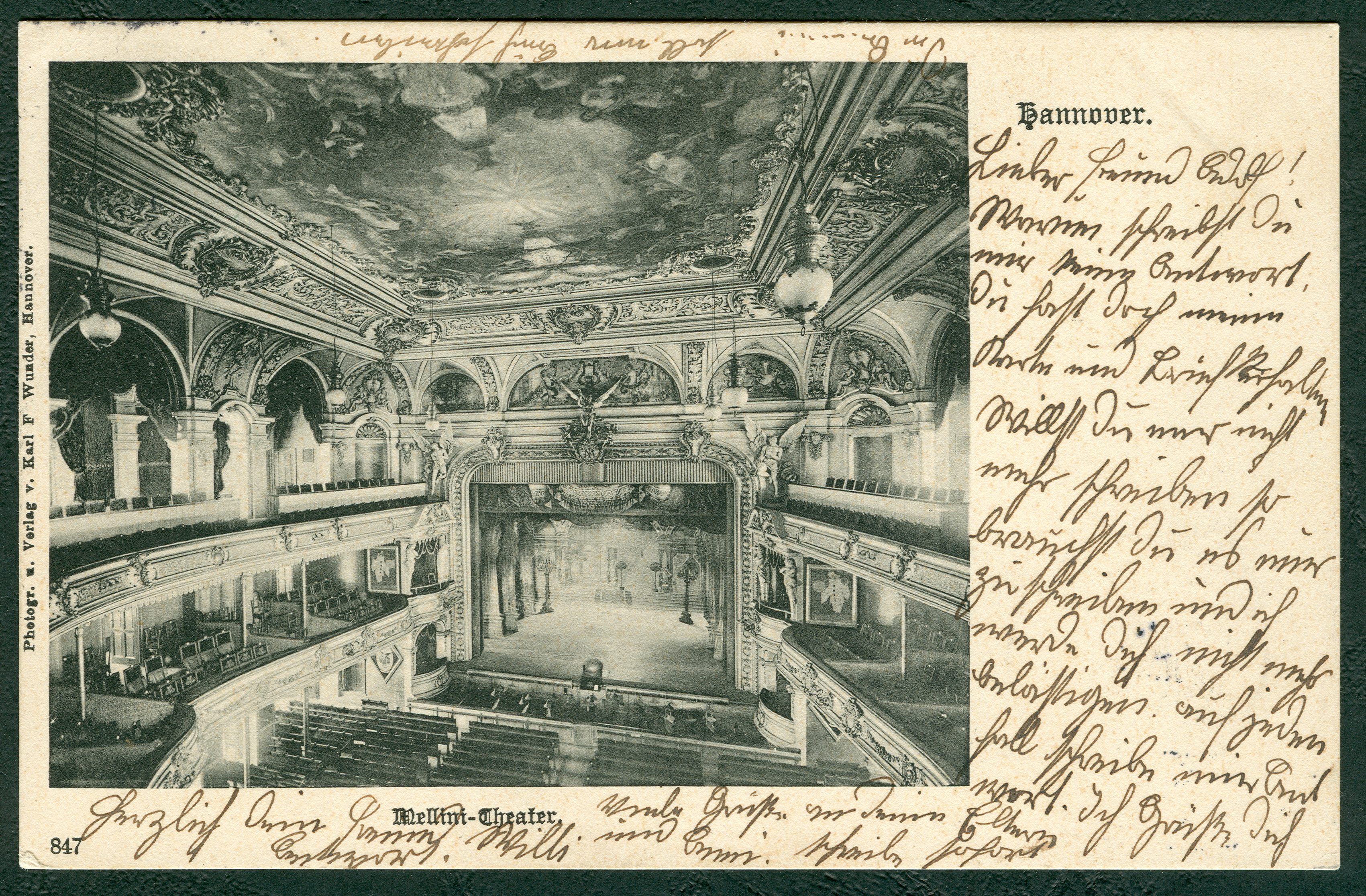
Deckengemälde im Mellini-Theater;
Ansichtskarte Nummer 847 von Karl F. Wunder

Ernst Jordan wurde an der Kunstgewerbeschule Hannover zum Dekorationsmaler ausgebildet und arbeitete anschließend zunächst als Theatermaler. Ab 1880 studierte er an der Unterrichtsanstalt des Kunstgewerbemuseums Berlin sowie an der Berliner Kunstakademie bei Ernst Hildebrand.
Nachdem sich Jordan mehrere Jahre in Paris und Rom aufgehalten hatte, kehrte er 1887 in seine Geburtsstadt Hannover zurück und wurde noch im selben Jahr Mitglied des Hannoverschen Künstlervereins. 1895 erhielt Jordan zunächst die Stellung eines Dozenten für Zeichnen und Architekturmalerei an der Technischen Hochschule Hannover, um zwei Jahre darauf 1897 die Leitung des „Aktsaals“ der Kunstgewerbeschule zu übernehmen. 1896 trat er dem Kunstverein Hannover bei, der ihn 1909 in den Vorstand wählte. 1899 erhielt Ernst Jordan eine außerordentliche Professur an der Technischen Hochschule Hannover. Zu seinen Schülerinnen zählt Ischi von König.

„Klostergang“, Blick zum Beginenturm;
Steindruck: A. Molling & Comp., um 1920

Jordan hatte über das Ende des Kaiserreichs und den Ersten Weltkrieg hinaus bis in die 1920er Jahre großen Einfluss auf die hannoversche Kunstszene. Der traditionsbewusste, eher konservative Maler war „ein entschiedener Gegner der modernen Kunstströmungen im Hannover der Jahre nach 1916/17“ und blieb in seinem Wirken den Kunstrichtungen des 19. Jahrhunderts verhaftet. Dies hinderte ihn jedoch nicht, für Reproduktionen seiner und anderer Werke von Mitgliedern des Kunstvereins beispielsweise die – später arisierte – Lithographische Kunst- und Verlags-Anstalt Hannover A. Molling & Comp. zu nutzen, wo er moderne Kunstschaffende wie etwa den Merzkünstler Kurt Schwitters hätte antreffen können.
Jordan starb 1924 in Barsinghausen.

## Werke (Auswahl)
- zahlreiche Architekturbilder von Motiven in Hannover[4]
- 1897: Gemälde Die Friedrichstraße (im Vaterländischen Museum Hannover)[9]
- vier große Wandbilder im Gebäude der Deutschen Militär-Versicherungsanstalt in Hannover, Rathenaustraße / Landschaftsstraße (heute zum Gebäudekomplex der Deutsche Bank AG gehörend)[4][10]
- Deckengemälde im Mellini-Theater in Hannover[4]
- Wandgemälde im Schloss Brüggen[9]
- Porträtgemälde Geheimrat O. W. Haase (im Provinzialmuseum Hannover)[9]
- 1904: Vorhang im Stadttheater Bielefeld[9]
- 1905: Neuausmalung der St.-Martini-Kirche in Buer bei Melle („Himmelfahrtsgemälde“, 1955 übertüncht)[9]
- um 1896: Wand- bzw. Deckengemälde im „Neuen Schloss“ in Bückeburg[9]
- um 1897: Wand- bzw. Deckengemälde im Hamburger Rathaus[9]
- 1917: 15 Bilder für die Orgelempore der Kirche St. Servatius in Duderstadt
- um 1920: Lithografie des Klostergangs in Hannover mit Blick auf den Beginenturm; Druckerei A. Molling & Comp.[7]

Orgelempore von St. Servatius in Duderstadt
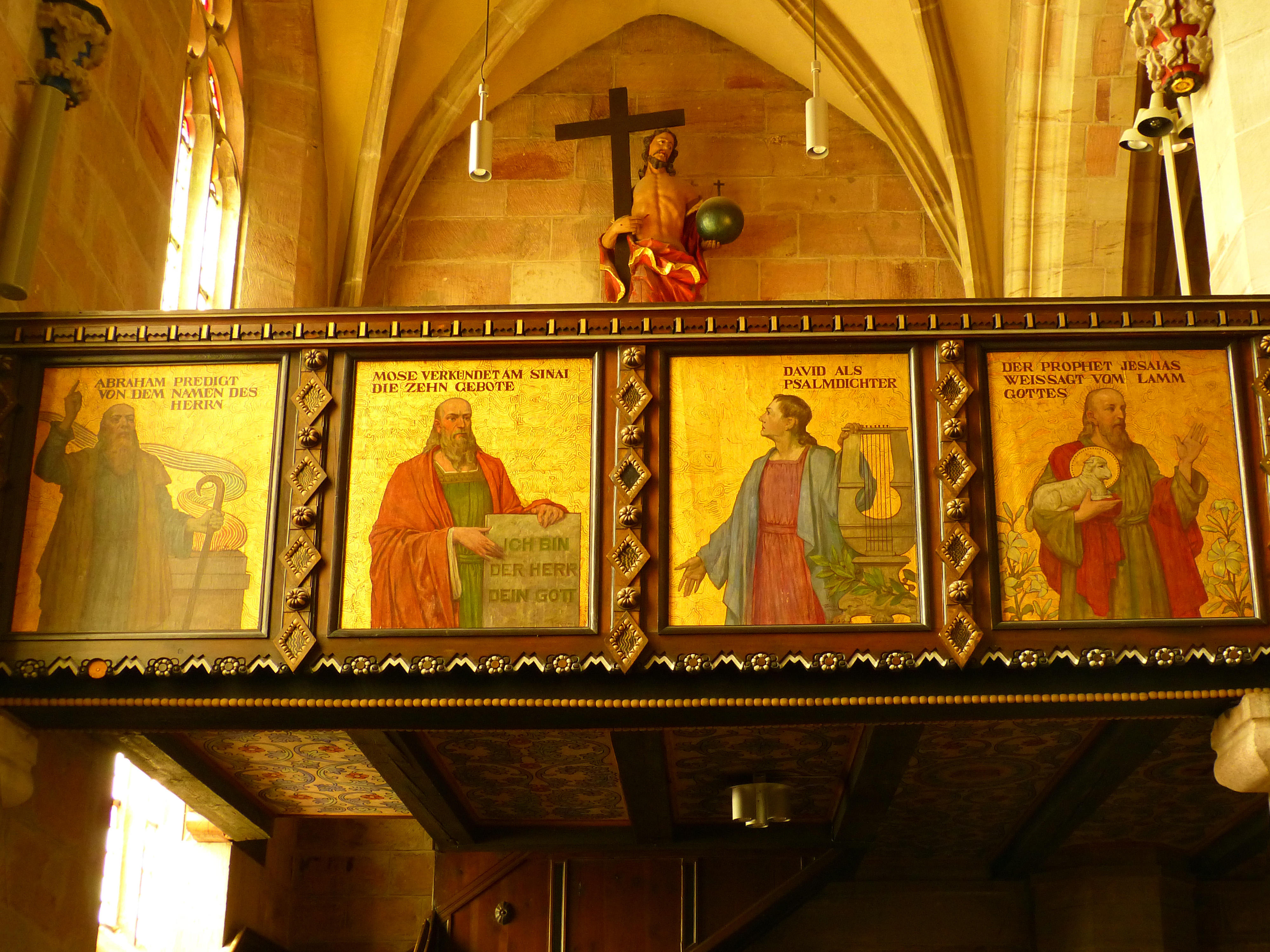
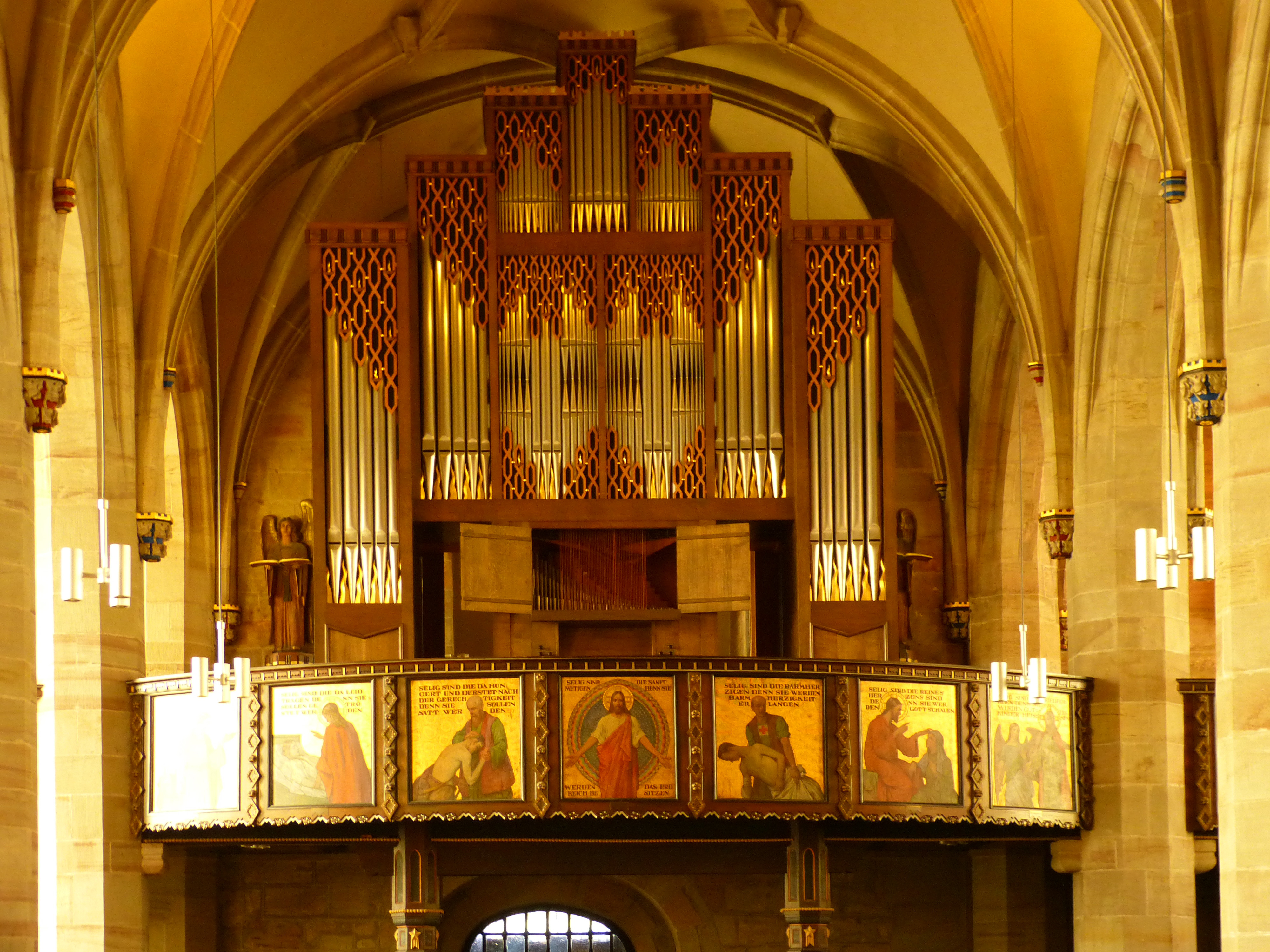
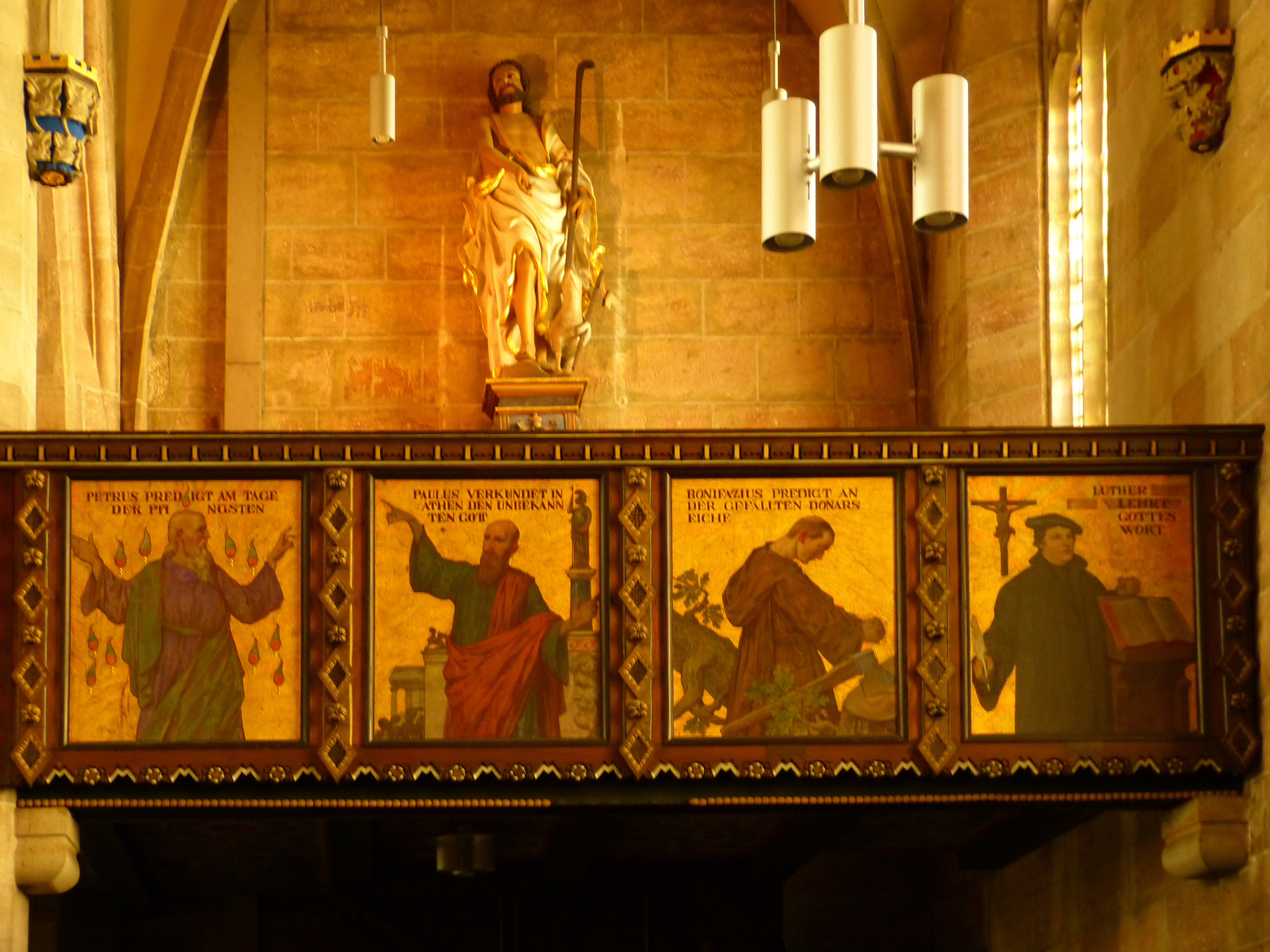